# Étoile Sari Madinet Boudouaou
Pour les articles homonymes, voir Boudouaou (homonymie).
Maillots
L'Étoile Sari Madinet Boudouaou (en arabe : النجم السريع لمدينة بودواو), plus couramment abrégé en ESM Boudouaou ou encore en ESMB, est un club algérien de football fondé en 1947 et basé dans la ville de Boudouaou, dans la Wilaya de Boumerdès.

## Histoire
L'Étoile Sari Madinet Boudouaou évoluz en 2e et 3e divisions algériennes entre les années 1990 et 2000. Actuellement, le club évolue en Ligue Régionale d'Alger (D5).
En Coupe d'Algérie, l'ESMB a créer la sensation lors de l'édition 1999-2000, en arrivant jusqu'en quarts de finale, avant d'être éliminée par un grand ténor, la JS Kabylie après un honorable match nul à Boudouaou (0-0) grâce à son vieux gardien âgé à l'époque de 36 ans, puis une défaite difficile au match retour 0-2 à Tizi Ouzou.

## Parcours

### Classement en championnat par année
- 1962-63 : D2, Critérium Régional Centre, ?e
- 1963-64 : D?, ?e
- 1964-65 : D?, ?e
- 1965-66 : D?, ?e
- 1966-67 : D?, ?e
- 1967-68 : D?, ?e
- 1968-69 : D?, ?e
- 1969-70 : D?, ?e
- 1970-71 : D?, ?e
- 1971-72 : D?, ?e
- 1972-73 : D?, ?e
- 1973-74 : D?, ?e
- 1974-75 : D?, ?e
- 1975-76 : D?, ?e
- 1976-77 : D?, ?e
- 1977-78 : D?, ?e
- 1978-79 : D?, ?e
- 1979-80 : D?, ?e
- 1980-81 : D?, ?e
- 1981-82 : D?, ?e
- 1982-83 : D?, ?e
- 1983-84 : D?, ?e
- 1984-85 : D?, ?e
- 1985-86 : D?, ?e
- 1986-87 : D?, ?e
- 1987-88 : D?, ?e
- 1988-89 : D?, ?e
- 1989-90 : D3, Régional Centrer, 5e
- 1990-91 : D3, Régional Centrer, 6e
- 1991-92 : D3, Régional Centre, ?e
- 1992-93 : D3, Régional Centre, ?e
- 1993-94 : D3, Régional Centre, ?e
- 1994-95 : D3, Régional Centre, ?e
- 1995-96 : D3, Régional Centre, 1re
- 1996-97 : D2, Division 2 Centrer, 12e
- 1997-98 : D2, Division 2 Centrer, 14e
- 1998-99 : D2, Division 2 Centrer, 2e
- 1999-00 : D3, National 2 Centrer, 9e
- 2000-01 : D3, Régional Centrer, 4e
- 2001-02 : D3, Régional Centrer, ?e
- 2002-03 : D3, Régional Centrer, 7e
- 2003-04 : D3, Régional 1 Alger, 15e
- 2004-05 : D4, Régional 1 Alger, ?e
- 2005-06 : D?, ?e
- 2006-07 : D?, ?e
- 2007-08 : D?, ?e
- 2008-09 : D?, ?e
- 2009-10 : D?, ?e
- 2010-11 : D?, ?e
- 2011-12 : D?, ?e
- 2012-13 : D?, ?e
- 2013-14 : D?, ?e
- 2014-15 : D?, ?e
- 2015-16 : D?, ?e
- 2016-17 : D?, ?e
- 2017-18 : D?, ?e
- 2018-19 : D?, ?e
- 2019-20 : D?, ?e

### Parcours du ESMB en coupe d'Algérie
| Saison  | Tour | Matchs | Résultats |
| ------- | ---- | ------ | --------- |
| 1962-63 | ?    | ?      | ?         |
| 1963-64 | ?    | ?      | ?         |
| 1964-65 | ?    | ?      | ?         |
| 1965-66 | ?    | ?      | ?         |
| 1966-67 | ?    | ?      | ?         |
| 1967-68 | ?    | ?      | ?         |
| 1968-69 | ?    | ?      | ?         |
| 1969-70 | ?    | ?      | ?         |
| 1970-71 | ?    | ?      | ?         |
| 1971-72 | ?    | ?      | ?         |
| 1972-73 | ?    | ?      | ?         |
| 1973-74 | ?    | ?      | ?         |
| 1974-75 | ?    | ?      | ?         |
| 1975-76 | ?    | ?      | ?         |
| 1976-77 | ?    | ?      | ?         |
| 1977-78 | ?    | ?      | ?         |
| 1978-79 | ?    | ?      | ?         |
| 1979-80 | ?    | ?      | ?         |
| 1980-81 | ?    | ?      | ?         |
| 1981-82 | ?    | ?      | ?         |
| 1982-83 | ?    | ?      | ?         |
| 1983-84 | ?    | ?      | ?         |
| 1984-85 | ?    | ?      | ?         |
| 1985-86 | ?    | ?      | ?         |
| 1986-87 | ?    | ?      | ?         |
| 1987-88 | ?    | ?      | ?         |
| 1988-89 | ?    | ?      | ?         |
| 1989-90 | N.J  | N.J    | N.J       |
| 1990-91 | ?    | ?      | ?         |
| 1991-92 | ?    | ?      | ?         |
| 1992-93 | N.J  | N.J    | N.J       |
| 1993-94 | ?    | ?      | ?         |
| 1994-95 | ?    | ?      | ?         |
| 1995-96 | ?    | ?      | ?         |
| 1996-97 | ?    | ?      | ?         |
| 1997-98 | ?    | ?      | ?         |
| 1998-99 | ?    | ?      | ?         |
| 1999-00 | ?    | ?      | ?         |
| 2000-01 | ?    | ?      | ?         |
| 2001-02 | ?    | ?      | ?         |
| 2002-03 | ?    | ?      | ?         |
| 2003-04 | ?    | ?      | ?         |
| 2004-05 | ?    | ?      | ?         |
| 2005-06 | ?    | ?      | ?         |
| 2006-07 | ?    | ?      | ?         |
| 2007-08 | ?    | ?      | ?         |
| 2008-09 | ?    | ?      | ?         |
| 2009-10 | ?    | ?      | ?         |
| 2010-11 | ?    | ?      | ?         |
| 2011-12 | ?    | ?      | ?         |
| 2012-13 | ?    | ?      | ?         |
| 2013-14 | ?    | ?      | ?         |
| 2014-15 | ?    | ?      | ?         |
| 2015-16 | ?    | ?      | ?         |
| 2016-17 | ?    | ?      | ?         |
| 2017-18 | ?    | ?      | ?         |
| 2018-19 | ?    | ?      | ?         |
| 2019-20 | ?    | ?      | ?         |

## Identité du club

### Logo et couleurs
Depuis la fondation de L'Étoile Sari Madinet Boudouaou en 1947, ses couleurs sont toujours le Vert et le Blanc, symbole de la résistance algérienne.

Ancien logo
Logo actuel.

## Structures du club

### Infrastructures
L'Étoile Sari Madinet Boudouaou joue ses matches a domicile dans le Stade Ahmed Tazerouti.